# Међународни рачуноводствени стандард 1
МРС 1 - Приказивање финансијских извештаја
Циљ овог стандарда је да пропише основ за приказивање финансијских извештаја опште намене, да би се обезбедила упоредивост како са сопственим финансијским извештајима предузећа из претходних периода, тако и са финансијским извештајима других предузећа. Да би се тај циљ постигао, у овом стандарду утврђен је општи приступ приказивању финансијских извештаја, смернице за његову структуру и минимум захтева у односу на садржај финансијских извештаја. Признавање, мерење и обелодањивање специфичних пословних промена и догађаја уређено је другим МРС-ом. Овај стандард се примењује за приказивање свих финансијских извештаја опште намене, важи за све врсте предузећа укључујући банке и осигуравајућа друштва.